# Giovanna d'Aragon
Pour les articles homonymes, voir Jeanne d'Aragon.
Giovanna d'Aragon (1477-1510), duchesse d'Amalfi, est une aristocrate italienne, régente du duché d'Amalfi pendant la minorité de son fils de 1498 à 1510. Sa vie tragique a inspiré plusieurs œuvres littéraires, notamment la pièce de théâtre de John Webster, La duchesse d'Amalfi.

## Biographie
Giovanna est la fille d'Enrico d'Aragon, demi-frère du roi Frédéric Ier, et de Polissena Ventimiglia. Elle a deux frères, le cardinal Louis d'Aragon et Carlo, marquis de Gerace. En 1490, à l'âge de douze ans, Giovanna épouse Alfonso Piccolomini, qui devient duc d'Amalfi en 1493. Ils ont une fille, Isabella, première épouse du prince de Squillace Francesco de Borgia y Mila. Il meurt en 1498, poignardé lors d'un combat avec le comte de Celano. Cinq mois plus tard, en mars 1499, leur fils, également appelé Alfonso, naît et est immédiatement investi du duché d'Amalfi en tant que seul héritier de son père,.
Giovanna devient régente d'Amalfi après la mort de son mari, son fils étant mineur, et le reste pendant douze ans. Elle emploie Antonio Beccadelli comme intendant de sa maison pour gérer son domaine. Ils deviennent rapidement intimes et se marient en secret. Le couple a deux enfants, dont il ne révèle pas l'existence à la famille de Giovanna, qui aurait interprété leur mariage comme une insulte à sa noble lignée. Les enfants, Frédéric et Giovanna, sont élevés séparés de leur mère, qui ne les voit qu'en secret.
De nouveau enceinte, et peut-être consciente que son secret ne pouvait plus être gardé, Giovanna quitte brusquement Amalfi avec une suite nombreuse en novembre 1510, prétendant se rendre en pèlerinage à Lorette. En réalité, la ville n'est pour elle qu'une étape vers Ancône, où son mari l'attend. Après s'être arrêtée au sanctuaire de Lorette, elle se rend donc à Ancône, où elle pense être en sécurité, se trouvant hors du royaume de Naples. Elle explique alors la situation à sa suite, qui retourne à Amalfi. C'est à Ancône que naît le troisième enfant du couple. Cependant, le frère de Giovanna, le cardinal Louis d'Aragon, use de son influence pour faire expulser la famille de la ville. Le couple se rend ensuite à Sienne, d'où ils tentent de se rendre à Venise, mais Giovanna est interceptée par des agents envoyés par sa puissante famille, qui la ramènent, elle et leurs trois enfants, à Amalfi. Antonio réussit à s'échapper à Milan. Giovanna, sa domestique et ses enfants ne sont plus jamais revus et sont présumés assassinés.
Son mari reste à Milan, ignorant tout du sort de sa famille, croyant apparemment que celle-ci est en détention mais en vie. Il est lui-même assassiné en 1513.
Pendant son séjour à Milan, il fait la connaissance de Mathieu Bandello, qui publie plus tard le récit de ces événements. L'histoire est ensuite reprise par de nombreux autres écrivains.
Matteo Bandello affirme que la duchesse, sa domestique et ses enfants ont tous été étranglés à l'instigation de ses frères, mais leur sort réel n'est pas connu avec certitude. La légende locale dit qu'ils sont morts dans la forteresse connue sous le nom de Torre dello Ziro à Atrani.

## Représentations littéraires
L'histoire tragique de Giovanna d'Aragon a inspiré de nombreuses œuvres littéraires le récit de Matteo Bandello. Les plus célèbres de ces œuvres sont :
- The Palace of Pleasure, 1566, de William Painter,
- La Duchesse d'Amalfi, 1612-1613, de John Webster,
- El mayordomo de la Duquesa Amalfi, 1618, de Lope de Vega.